# Erinnyis obscura
Erinnyis obscura é uma mariposa neotropical da família Sphingidae descrita originalmente por Johan Christian Fabricius em 1775. É caracterizada pela variabilidade cromática do tórax, que pode variar de cinza claro a quase negro, e pelas asas posteriores de coloração vermelha intensa sem bordas pretas abrangendo toda a extensão, exceto uma pequena região basal azulada ou negra.

## Descrição morfológica
Erinnyis obscura possui envergadura alar variando de 56 a 65 milímetros em machos e de 59 a 75 milímetros em fêmeas. As asas anteriores apresentam coloração cinza-acinzentada com marcações negras variáveis na metade basal, podendo alguns indivíduos exibirem padrão quase totalmente negro. As asas posteriores são de coloração laranja a vermelho-alaranjada brilhante, com borda fina e irregular azul-acinzentada próxima à base, sem faixa preta cobrindo toda a margem, característica que difere de outras espécies do gênero. O abdômen é predominantemente cinza, com duas linhas pretas paralelas ao longo do dorso e ausência de pontos negros ventrais. Antenas filiformes, ligeiramente curvadas na ponta, e probóscide longa adaptada para sucção de néctar.
A lagarta apresenta forma geralmente verde, embora haja variantes marrons; possui duas linhas dorsais clareadas que percorrem o corpo desde a cabeça até a base do corno caudal, e um pequeno nódulo em vez de chifre pronunciado. A ausência de um olho torácico é o principal critério para distinguir esta espécie de congenéricos.
A pupa é encontrada em galerias rasas no solo (de 2 a 4 centímetros de profundidade), mede aproximadamente de 30 a 35 milímetros e varia de marrom claro a escuro, exibindo cristas abdominais suaves e espículas miúdas no terço posterior do abdômen; o estágio pupal dura cerca de 15 a 20 dias em temperaturas de 28 a 30 °C.

## Distribuição e habitat
Erinnyis obscura ocorre desde a região norte da América do Sul até o centro dos Estados Unidos (Texas e Flórida) e é registrada amplamente em todo o Brasil. No Maranhão, foi coletada em margens de rios de fluxo lento e brejos temporários na região sul do estado. Prefere habitats de planícies tropicais e subtropicais de baixa altitude, incluindo matas ripárias, margens de lagoas e áreas antropizadas com vegetação emergente.

## Biologia e ecologia
Período de voo: adultos estão ativos durante todo o ano em regiões tropicais, como sul da Flórida e sul do Texas, com registros ocasionais de vagantes até estados mais ao norte como Arkansas e Nebraska. No Maranhão, adultos são capturados em armadilhas luminosas de março a novembro, indicando múltiplas gerações anuais.
Alimentação dos adultos: nutrem-se de néctar de flores tubulares, incluindo espécies de Cariofiláceas, Fabaceae como e Rubiaceae, usando o probóscide longo para alcançar néctar profundo.
Alimentação das larvas: as lagartas são polífagas em Apocynaceae e Asclepiadaceae.
Comportamento reprodutivo: machos patrulham áreas de vegetação emergente ao entardecer, realizando voos rápidos para interceptar fêmeas; o acasalamento ocorre em voo e as fêmeas depositam normalmente 1 ou 2 ovos isolados na face inferior das folhas hospedeiras, atingindo cerca de 50 a 100 ovos durante a vida.

## Estado de conservação
Apesar de não constar especificamente na IUCN, a espécie segue avaliada como de menor preocupação devido à ampla distribuição e populações estáveis, sem evidências de declínio significativo. Em áreas de cultivo de mamoeiro, pressão de pesticidas pode reduzir densidades larvais localmente, mas não ameaça a viabilidade global.